# Slimane Allali
Pour les articles homonymes, voir Allali.
Slimane Allali est un footballeur algérien né le 5 août 1991 à Mohammadia dans la wilaya de Mascara. Il évolue au poste de défenseur central à la JSM Béjaïa.

## Biographie
Avec le club du NA Hussein Dey, il joue 59 matchs en première division algérienne, inscrivant un but.

## Palmarès
- Finaliste de la Coupe d'Algérie en 2016 avec le NA Hussein Dey.
- Accession en Ligue 1 en 2014 avec le NA Hussein dey.